# Nola erythrinalis
Nola erythrinalis är en fjärilsart som beskrevs av De Toulgoët 1961. Nola erythrinalis ingår i släktet Nola och familjen trågspinnare. Inga underarter finns listade i Catalogue of Life.